# Spitsbergen
Spitsbergen – największa wyspa Norwegii, położona w archipelagu Svalbard, na Morzu Arktycznym. Powierzchnia ok. 39 tys. km², górzysta (do 1717 m n.p.m.), w dużej mierze pokryta lodowcami. Odkryta w 1596 roku przez Willema Barentsa. Populacja wyspy szacowana jest na około 2,5 tys. mieszkańców. Występuje tam rozwinięte rybołówstwo, kiedyś wielorybnictwo. Największe miejscowości to Longyearbyen, Pyramiden oraz Barentsburg, z których dwie ostatnie to dawne radzieckie osady górnicze. Na wyspie znajduje się Polska Stacja Polarna Hornsund.
W dawniejszym nazewnictwie nazwa Spitsbergen określała cały archipelag Svalbard, którego największą wyspę nazywano wtedy Spitsbergenem Zachodnim (Vestspitsbergen).

## Historia
W 1194 Spitsbergen został odkryty przez Normanów, a w XV wieku prawdopodobnie także przez Pomorców, rybaków z północnej Rusi, jednak informacje o nowym lądzie nie wykroczyły poza ich kręgi kulturowe. Za oficjalną datę odkrycia Spitsbergenu uznaje się 17 czerwca 1596 r., kiedy do jego brzegów dotarli Holendrzy w ramach trzeciej z kolei wyprawy, poszukującej Przejścia Północno-Wschodniego. Kapitanami dwóch statków byli Jan Cornelius van Rijp i Jacob van Heemskerck, a głównym nawigatorem Willem Barents. Na mapy nanieśli oni nowy, nieznany ląd, który nazwali Nieuland Spits Bergen, czyli Nowa Ziemia Ostrych Gór.
W wieku XVII wyspy Svalbardu były celem podróży wielorybników. Spitsbergen odegrał rolę jako punkt startowy wszystkich ważniejszych wypraw podbiegunowych w XIX i XX wieku. Z niego wyruszył w 1894 na wyprawę do Ziemi Franciszka Józefa Anglik Frederick George Jackson, a w roku 1896 balonem sterowym Szwed Salomon August Andrée na biegun północny. Jeszcze w XIX wieku sądzono, że morze naokoło bieguna północnego jest wolne od lodów i roi się od zwierząt.

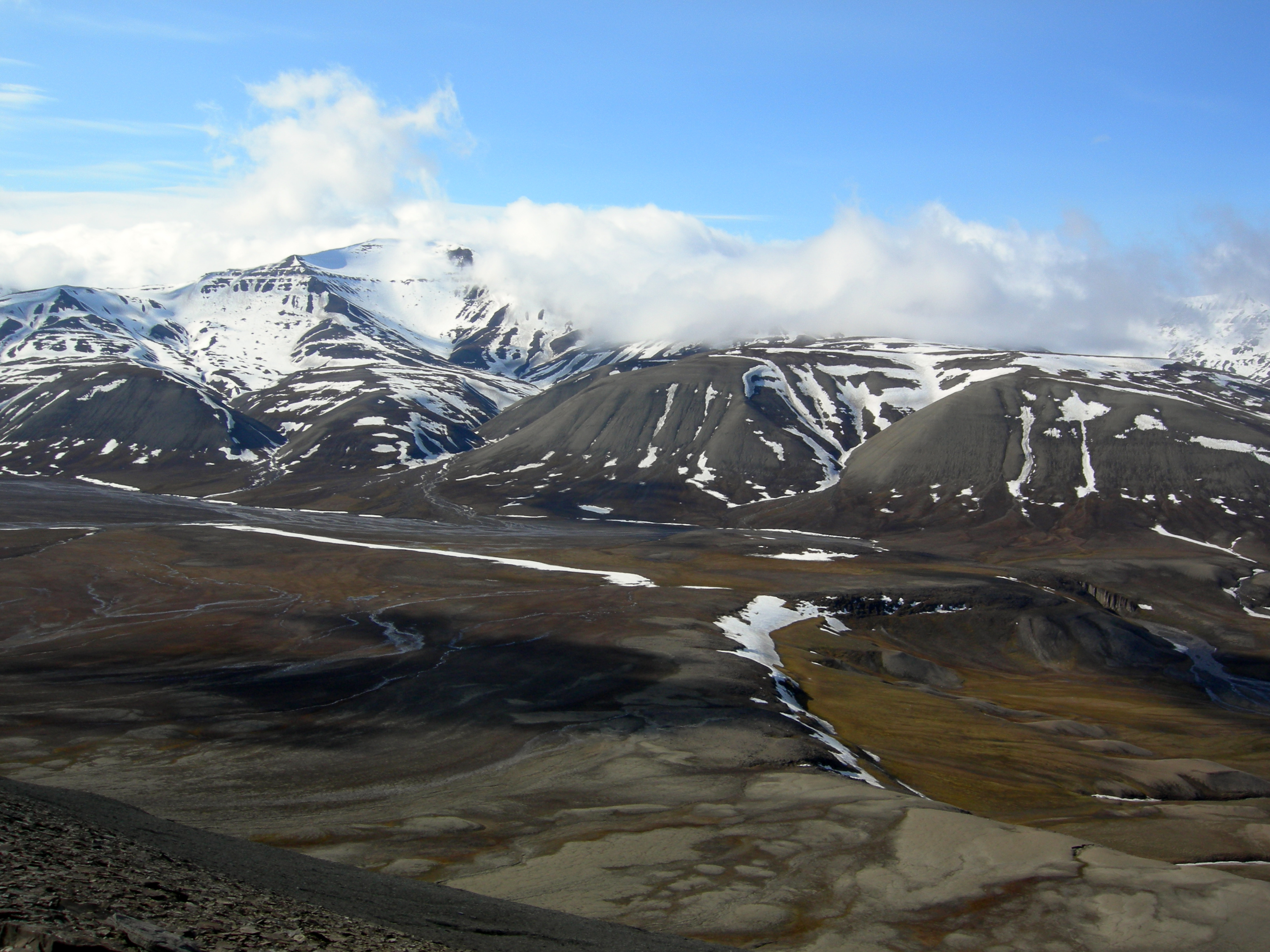
Dolina DeGeerdalen na południe od Isfjorden

Podczas II wojny światowej Norwegia trafiła pod okupację niemiecką. 25 sierpnia 1941 roku marynarka brytyjska z wojskami kanadyjskimi dokonała rajdu na Spitsbergen (operacja Gauntlet), podczas którego zniszczono kopalnie i składy węgla, wykorzystywane przez Niemców, oraz wyewakuowano w całości mieszkających tam obywateli Norwegii i ZSRR.